# 상군 (청나라)
상군(湘軍)은 청나라 말기 임시로 창설된 후난성의 군사조직으로 상용(湘勇)이라고 부르기도 했다. 태평천국의 난이 발발했을 때, 청나라의 정규군인 팔기군과 녹영이 진압하지 못하고 밀리게 되자 어쩔 수 없이 청나라 정부의 명에 의해 각지의 향신들이 임시로 군대를 조직했다. 이를 향용(鄕勇)이라고 불렀고, 상군도 그러한 조직 중 하나였다.

## 활동
후난성 상향(湘鄕)의 향신(지방유력자)이었던 증국번이 상군의 창시자이다. 증국번은 호남 각지의 향용(지방의 유력자가 자발적으로 자기 방위를 위해 만든 민병 조직)을 정리해 상군을 결성했다. 증국번은 계속되는 청나라 정규군의 패전을 보고 군자금을 마련하여 관리 노릇을 하는 사기 높은 새로운 군사 조직을 창설하고자 했다. 향용조직령은 어디까지나 향토방위를 목적으로 한 지령이었지만, 1853년, 상군은 전수방위의 명령을 무시하는 형태로 장시성으로 원정을 떠나 태평천국군을 맞서했다. 이러한 공적으로 증국번은 승진을 하게 되고, 상군은 태평천국의 난에 대항하는 중요한 전투력이 되었다.
1854년(함풍제 4년), 당시 육군은 13영 6,500명, 수군은 10영 5,000명이었지만, 1864년(동치 3년)에 태평천국을 멸망시켰을 때는 12만 명까지 불어나 있었다. 청나라 만주족 귀족 중에는 지방 한족의 무장에 불신을 품는 사람도 있었지만, 태평천국의 난을 진압하기 위해 상군을 중용할 수밖에 없었다. 동치 원년(1862년)에는 안후이에서 증국번의 제자 이홍장이 회군을 창설했는데, 상군과 마찬가지로 단련을 바탕으로 일부 상군에서 편입한 부대를 더해서 창설되었다.
평화로운 시기에 무력을 유지한다는 것은 청나라 조정으로부터 자칫 반란의 의혹을 살 수 있었기 때문에, 증국번은 태평천국의 난이 진압된 이후 상군을 해산했다. 당시, 상군에는 전국 각지의 인재가 증국번 휘하에 몸을 담았고, 그러한 참모는 300 ~ 400명 이상에 달했다. 나중에 이러한 장수와 참모 중에서 총독이 된 사람은 15명, 순무가 된 사람은 14명, 기타 문무관도 다수에 이르게 된다. 이 상군 출신의 인재들은 이후 양무운동에 큰 역할을 하게 되었다. 상군은 청나라를 구했고, 한족이 정치권의 중심으로 진출하는 계기를 만든 것이다.
상군 해산 후 가로회에 몸을 담은 참가한 장병들이 다수 있었다고 한다.

## 주요 인물
- 증국번, 증국전, 증국화
- 이홍장
- 유금당
- 이원도
- 좌종당
- 곽숭도
- 팽옥린
- 팽육귤
- 포초 (1828년)